# Paula Cole
Paula Cole (Rockport, Massachusetts, 1968. április 5. –) Grammy-díjas amerikai énekesnő, dalszerző.

## Pályakép
Apja  műkedvelő festő, anyja műkedvelő zenész volt. Paula a bostoni Berklee College of Music dzsesszakadémián tanult zongorázni, klarinétozni és énekelni. Rendesen elsajárította a technikát, de a dzsessz kevésbé vonzotta, inkább a popzenében érvényesült.

## Stúdióalbumok
- Harbinger (1994)
- This Fire (1996)
- Amen (1999)
- Courage (2007)
- Ithaca (2010)
- Raven (2013)
- 7 (2015)
- Ballads (2017)
- tba (2019)
- American Quilt (2021)
- Lo (2024)

## Díjak
- Grammy-díj: 1998; Best New Artist
- Boston Music Awards: 1998; Act of the Year, Outstanding Female Vocalist, Single of the Year, Outstanding Song/Songwriter
- BMI Pop Awards: 1999; Award-Winning Song („I Don't Want to Wait”)